# Aspidoglossum angustissimum
Aspidoglossum angustissimum är en oleanderväxtart som först beskrevs av Karl Moritz Schumann, och fick sitt nu gällande namn av Arthur Allman Bullock. Aspidoglossum angustissimum ingår i släktet Aspidoglossum och familjen oleanderväxter. Inga underarter finns listade i Catalogue of Life.